# Adorazione eucaristica

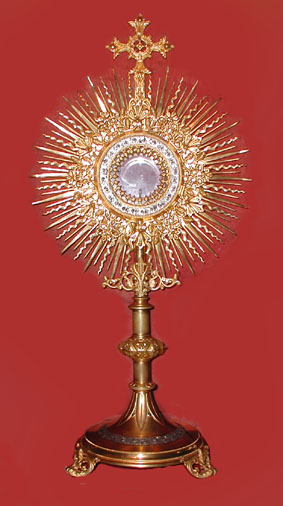
Ostensorio, arredo sacro del culto cristiano: la teca interna custodisce la SS. Eucaristia, esposta ai fedeli per l'adorazione solenne.

L'adorazione eucaristica è una forma di preghiera della Chiesa cattolica durante la quale il pane consacrato nell'eucaristia viene esposto ai fedeli, solitamente mediante l'uso dell'ostensorio, ed adorato.
Durante l'adorazione eucaristica si eseguono preghiere e canti opportuni. Tradizionalmente al termine dell'adorazione e prima della benedizione eucaristica si eseguono le ultime strofe dell'inno latino Pange lingua.
Nei luoghi dove l'esposizione dell'eucaristia è costante si parla di "adorazione perpetua".

## Storia

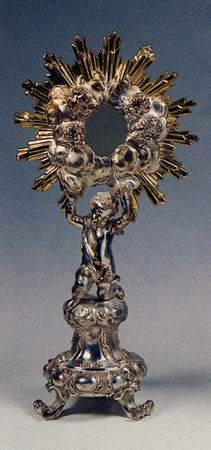
Ostensorio settecentesco, Museo dell'Opera del Duomo di Prato.

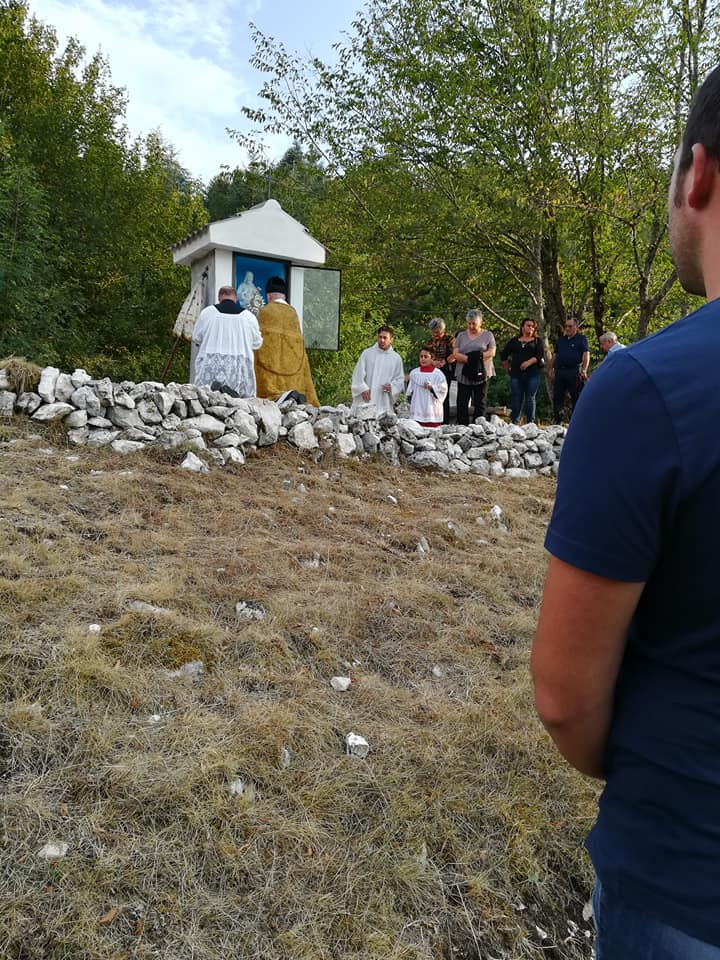
Adorazione Eucaristica nel Bosco delle XII stelle, presso il Santuario della Madonna del Carmine di Acquafondata (in provincia di Frosinone).

Nel II secolo, Giustino martire menziona l'uso fra i cristiani di inviare agli assenti porzioni del pane consacrato, e nel III secolo si menziona che un sacerdote, confinato a letto da una malattia, poté inviare l'eucaristia ad un moriente. Nelle chiese si conservava il sacramento in vari tipi di recipienti: sotto forma di colomba, di torre, di scatola; sospesi sopra l'altare, collocati sotto, in un armadio laterale, una sagrestia... Al tempo della controriforma l'uso del tabernacolo diventa prevalente collocandolo sempre più centralmente o in vista per sottolineare la presenza reale di Cristo anche dopo la celebrazione eucaristica.
La pratica di questo tipo di adorazione cominciò formalmente solo in Avignone (Francia) l'11 settembre 1226 per celebrare e ringraziare per la vittoria ottenuta contro i Catari nelle ultime battaglie che seguirono la crociata albigese; in quell'occasione il re Luigi VII di Francia comandò che l'eucaristia fosse esposta nella cattedrale della Santa Croce d'Orleans. La grande quantità di fedeli accorsi suggerì al vescovo, Pierre de Corbie, di continuare l'adorazione eucaristica in modo perpetuo.
La devozione ebbe impulso con il miracolo del SS. Sacramento del 6 giugno 1453, a Torino, ufficialmente riconosciuto dalla Chiesa. Accadde che in presenza di due ribaldi davanti alla Chiesa di san Silvestro, si sollevò da terra il sacro vaso contenente le ostie consacrate ed una di esse rimase sospesa in aria ed iniziò a risplendere di una forte luce, che accorsero a vedere il popolo, il clero locale e il vescovo Ludovico dei Marchesi di Romagnano. Nel luogo della teofania fu edificata la Basilica del Corpus Domini, l'arcivescovo Luigi Fransoni istituì la pia pratica delle Quarant'ore perpetue in tutti gli edifici di culto della metropoli, e Torino meritò il titolo di città del SS. Sacramento.
Al tempo della Riforma protestante, però, l'accezione comunitaria della celebrazione eucaristica quasi si sostituì al senso sacrificale di quest'ultima, difatti, secondo un'obiezione diffusa all'epoca, il pane eucaristico sarebbe stato donato da Cristo per essere mangiato e non per essere contemplato in adorazione; contrariamente a questa corrente di pensiero diffusa tra i protestanti, già sant'Agostino, nel suo libro Esposizioni sui Salmi, si era espresso dicendo che "[...] nemo autem illam carnem manducat, nisi prius adoraverit; [...] peccemus non adorando [...]", ovvero "[...] nessuno mangia questa carne senza prima adorarla; [...] peccheremmo se non la adorassimo".
Con la bolla Graves et diuturnae del 25 novembre 1592, papa Clemente VIII istituiva le Quarant'Ore perpetue in Roma, a cominciare dall'Ostensione "solenne entro il palazzo apostolico del Vaticano, nella Cappella Paolina, la prima domenica di Avvento di quell'anno"
.
Con il permesso di papa Onorio III, l'idea si consolidò e l'adorazione continuò in maniera praticamente ininterrotta fino a che il caos formatosi durante la Rivoluzione francese la fermò nel 1792. Gli sforzi della Confraternita dei Penitenti GRIS la ricominciarono nuovamente nel 1829.

## L'adorazione perpetua

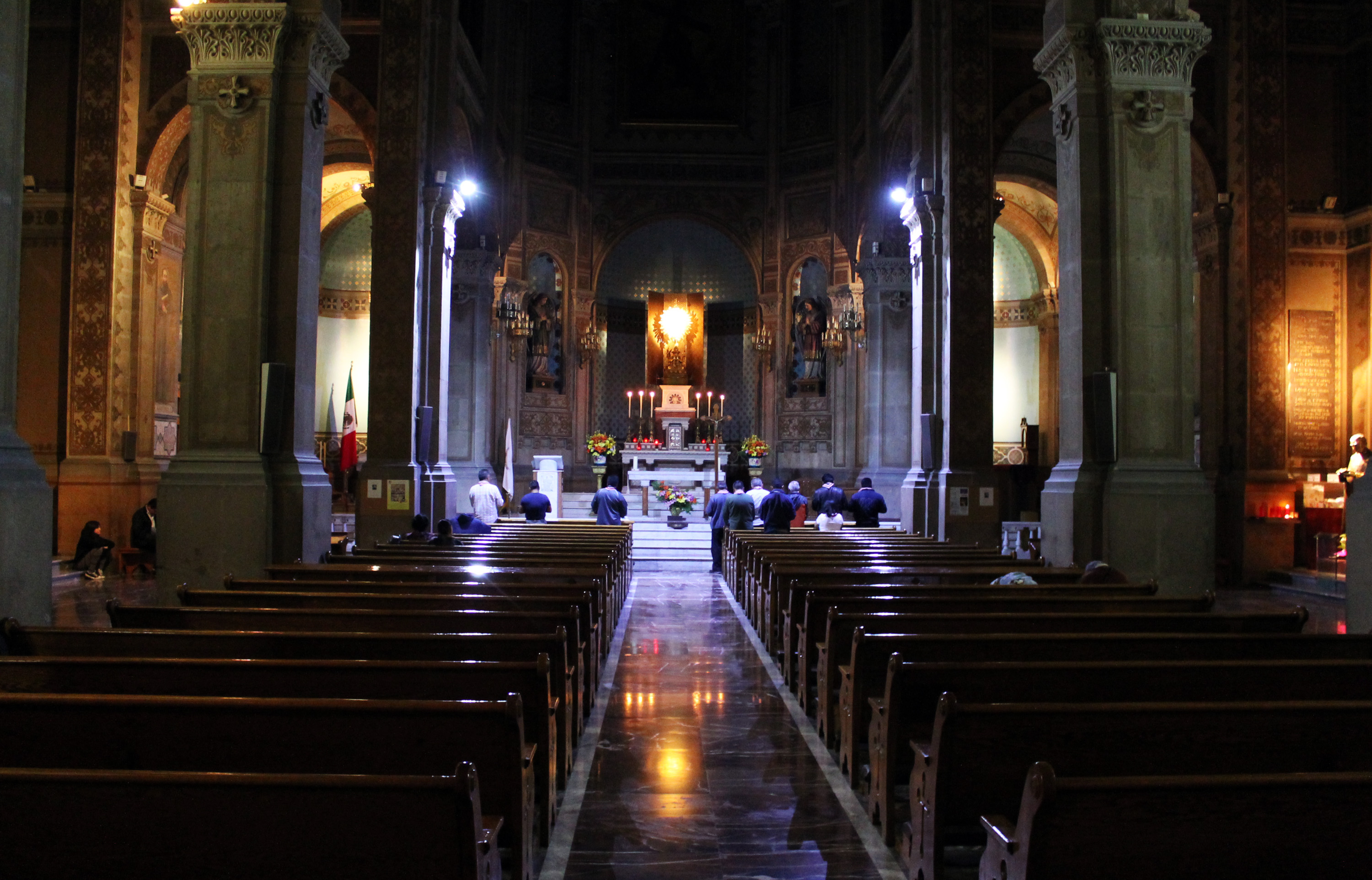
Adorazione perpetua a Città del Messico.

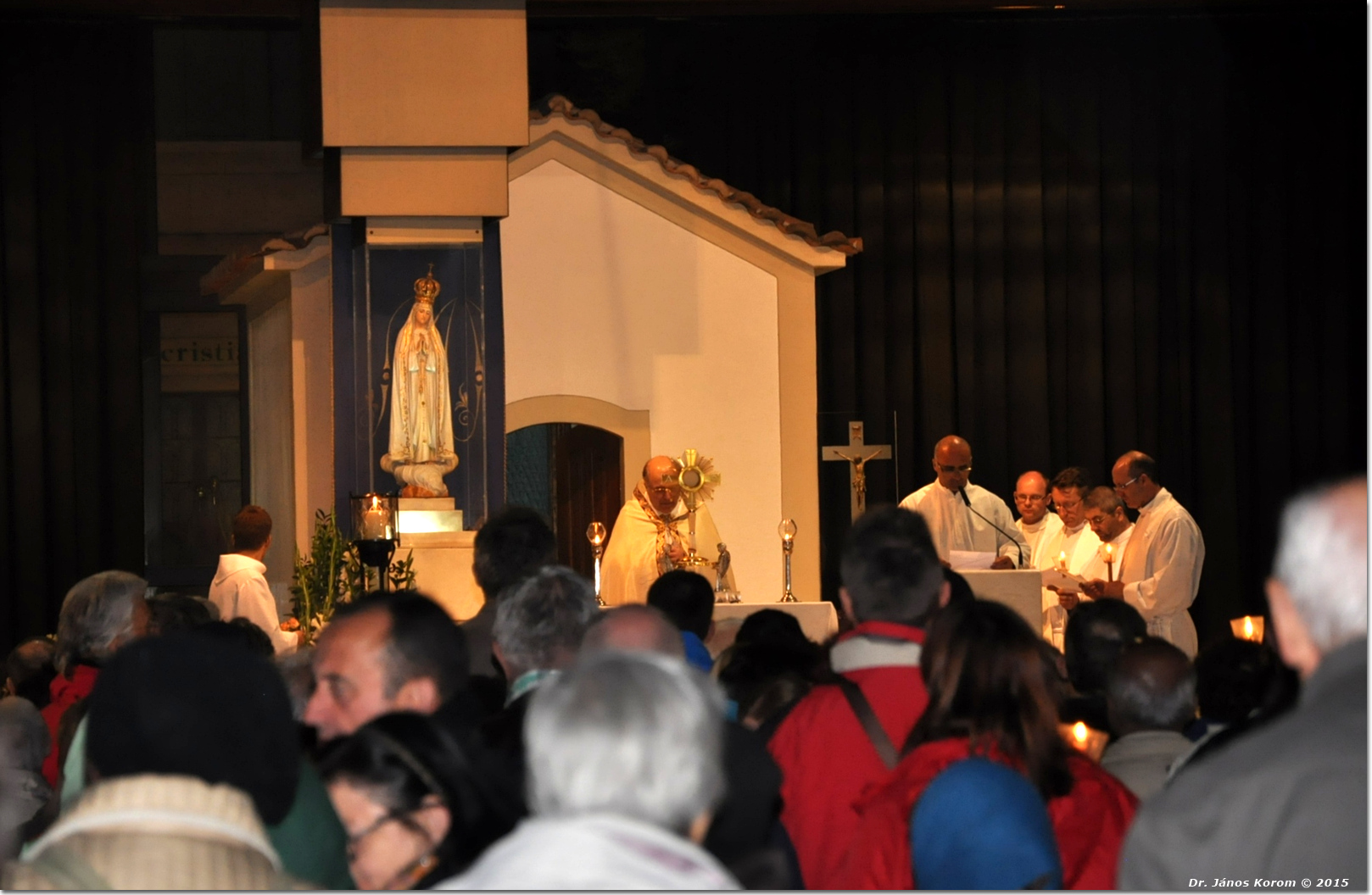
Adorazione eucaristica al Santuario di Fátima, Cova da Iria, Portogallo.

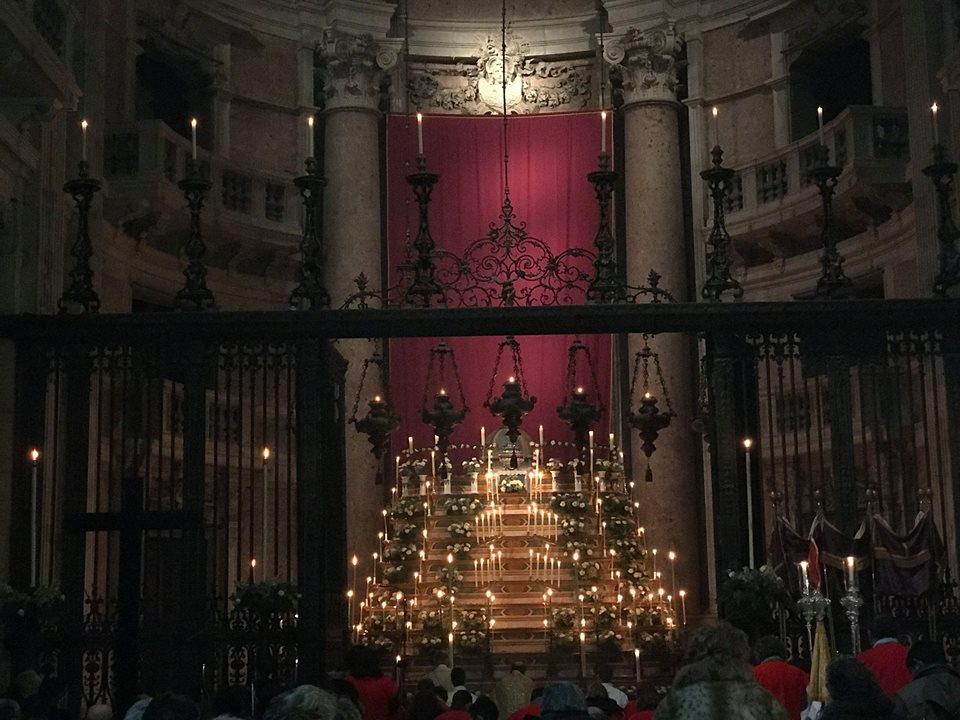
Adorazione eucaristica nella Basilica di Nostra Signora e di Sant'Antonio, Portogallo - Reale e Venerabile Confraternita del Santissimo Sacramento di Mafra.

La religiosa Caterina di Bar (Madre Matilde del Santissimo Sacramento) fu pioniera nella adorazione perpetua dell'eucaristia su richiesta di Padre Picotte, fondando la Congregazione delle Benedettine dell'adorazione perpetua del Santissimo Sacramento. Il monastero benedettino, fondato a questo scopo, venne inaugurato in Francia, in una cappella in rue du Bac, a Parigi nel 25 marzo 1654.
Da più di 128 anni, le Sorelle Francescane dell'Adorazione Perpetua stanno pregando senza interruzione nella città di Milwaukee, negli Stati Uniti. La pratica cominciò il 1º agosto 1878 alle 11 del mattino e continua da quella data.
Più recentemente, si sta diffondendo la pratica dell'adorazione eucaristica perpetua anche nelle parrocchie: l'impegno è sostenuto dagli stessi fedeli, ognuno dei quali garantisce la copertura di un'ora la settimana.

## Le quarantore
Un'altra pratica di adorazione eucaristica è quella delle Quarantore. Questo è un esercizio devozionale in cui si prega ininterrottamente per quaranta ore prima di celebrare l'eucaristia. Si pensa che questo esercizio cominciò a Milano nel maggio del 1537. Si diffuse a Roma ad opera della Arciconfraternita della Santissima Trinità dei pellegrini e dalla Confraternita di Santa Maria dell'Orazione o Morte. Devozione simile fu iniziata nel 1556 a Macerata dai Padri della Compagnia di Gesù nel periodo di carnevale, in riparazione delle dissolutezze e delle offese fatte a Dio. Conosciuta tale opera, anche a Venezia alcuni Padri Gesuiti si operarono affinché fosse realizzata nell'isola della Giudecca, da un gruppo di devoti in seguito conosciuti come Compagnia degli Emeronitti, a partire dal 1584. Le Quarantore vengono di solito fatte in ogni parrocchia con cadenza annuale. Tra le prime regioni in cui si organizzarono le Quarantore ci furono l'Emilia (1546 a Bologna); le Marche (1542 a Recanati) e il Lazio (1548 a Roma).

## L'adorazione eucaristica della GMG a Madrid, 20 agosto 2011
Sabato 20 agosto, papa Benedetto XVI, ha presieduto alla Veglia di preghiera, che ha previsto un'adorazione eucaristica con 2 milioni di giovani, (i partecipanti alla GMG) che hanno adorato il Re dei Re, in silenzio con papa Benedetto, e in ginocchio. Durante l'adorazione il coro ha intonato l'Ave Verum di Mozart; poi il Papa ha consacrato i giovani al Sacro Cuore di Gesù. Alla fine il Papa ha impartito la benedizione eucaristica sui presenti.

## L'adorazione eucaristica del 2 giugno 2013
Il 2 giugno 2013 papa Francesco ha indetto per la prima volta nella storia, alle ore 17.00 del fuso orario di Roma, un'adorazione eucaristica a cui ha partecipato tutta la Chiesa. Tutti i cattolici del mondo, pertanto, sono stati invitati nello stesso istante a pregare. Il presidente del Pontificio consiglio per la nuova evangelizzazione, mons. Rino Fisichella, ha definito tale iniziativa di portata storica.

## Innologia utilizzata durante l'adorazione eucaristica
A parte i canti più o meno "popolari" risalenti soprattutto alla prima metà del XX secolo ("T'adoriam, Ostia divina", "Inni e canti sciogliamo, o fedeli", etc.), la tradizione della chiesa latina è stata quella di utilizzare gli inni composti per l'ufficiatura del Corpus Domini, tradizionalmente ascritti a Tommaso d'Aquino.
Lungo i secoli, tanto nel rito romano come in quello ambrosiano, è invalso l'uso di cantare soltanto le ultime due strofe dei diversi inni (l'ultima strofa portatrice di un contenuto proprio e quella dossologica), in particolare:
- adoro Te devote, di attribuzione non certa
- Tantum Ergo Sacramentum (prima della benedizione finale), ultime due strofe dell'inno dei vespri Pange lingua,
- O salutaris Hostia (dopo la benedizione, nel rito ambrosiano), ultime due strofe dell'inno delle lodi mattutine Verbum supernum prodiens,
- Panis angelicus, ultime due strofe dell'inno dell'ufficio delle letture (un tempo il "mattutino") Sacris sollemniis.